# Ángela Figueroa
Ángela María Figueroa Palacios (née le 28 juin 1984 à Bogota) est une athlète colombienne spécialiste du 3 000 m steeple. Elle a aussi concouru sur des courses de fond. Elle est l'actuelle détentrice du record de Colombie du 3 000 m steeple.

## Biographie

### Palmarès
| Date | Compétition                                      | Lieu           | Résultat | Épreuve         | Performance    |
| ---- | ------------------------------------------------ | -------------- | -------- | --------------- | -------------- |
| 2003 | Championnats d'Amérique du Sud juniors           | Guayaquil      | 7e       | 1 500 m         | 4 min 40 s 1   |
| 2003 | Championnats d'Amérique du Sud juniors           | Guayaquil      | 2e       | 3 000 m steeple | 10 min 46 s 24 |
| 2003 | Championnats panaméricains juniors               | Bridgetown     | 3e       | 3 000 m         | 10 min 06 s 95 |
| 2003 | Championnats panaméricains juniors               | Bridgetown     | 3e       | 2 000 m steeple | 6 min 51 s 31  |
| 2004 | Championnats d'Amérique du Sud espoirs           | Barquisimeto   | 5e       | 1 500 m         | 4 min 44 s 36  |
| 2004 | Championnats d'Amérique du Sud espoirs           | Barquisimeto   | 3e       | 3 000 m steeple | 10 min 39 s 12 |
| 2005 | Championnats d'Amérique du Sud                   | Cali           | 5e       | 1 500 m         | 4 min 38 s 65  |
| 2005 | Championnats d'Amérique du Sud                   | Cali           | 4e       | 3 000 m steeple | 10 min 52 s 06 |
| 2006 | Championnats d'Amérique du Sud espoirs           | Buenos Aires   | 1re      | 3 000 m steeple | 10 min 29 s 35 |
| 2007 | Championnats d'Amérique du Sud                   | São Paulo      | 2e       | 3 000 m steeple | 10 min 13 s 88 |
| 2007 | Jeux panaméricains                               | Rio de Janeiro | 6e       | 3 000 m steeple | 10 min 14 s 92 |
| 2008 | Championnats ibéro-américains                    | Iquique        | 3e       | 3 000 m steeple | 10 min 02 s 13 |
| 2008 | Championnats d'Amérique centrale et des Caraïbes | Cali           | 1re      | 3 000 m steeple | 10 min 18 s 23 |
| 2009 | Championnats d'Amérique du Sud                   | Lima           | 2e       | 3 000 m steeple | 9 min 54 s 83  |
| 2009 | Championnats d'Amérique centrale et des Caraïbes | La Havane      | 1re      | 3 000 m steeple | 10 min 03 s 44 |
| 2010 | Championnats d'Amérique du Sud de cross-country  | Guayaquil      | 2e       | 8 km            | 27 min 17 s 2  |
| 2010 | Championnats ibéro-américains                    | San Fernando   | 5e       | 3 000 m steeple | 10 min 11 s 77 |
| 2010 | Jeux d'Amérique centrale et des Caraïbes         | Mayagüez       | 2e       | 3 000 m steeple | 10 min 18 s 28 |
| 2011 | Championnats d'Amérique du Sud de cross-country  | Asunción       | 5e       | 8 km            | 28 min 03 s 5  |
| 2011 | Championnats d'Amérique du Sud                   | Buenos Aires   | 6e       | 10 000 m        | 34 min 22 s 45 |
| 2011 | Championnats d'Amérique du Sud                   | Buenos Aires   | 1er      | 3 000 m steeple | 9 min 58 s 00  |
| 2011 | Jeux panaméricains                               | Guadalajara    | 2e       | 3 000 m steeple | 10 min 10 s 14 |
| 2012 | Championnats ibéro-américains                    | Barquisimeto   | 6e       | 5 000 m         | 16 min 42 s 94 |
| 2014 | Jeux sud-américains                              | Santiago       | 4e       | 5 000 m         | 16 min 22 s 28 |
| 2014 | Jeux sud-américains                              | Santiago       | 2e       | 3 000 m steeple | 10 min 07 s 02 |
| 2014 | Championnats ibéro-américains                    | São Paulo      | 8e       | 3 000 m steeple | 10 min 29 s 83 |
| 2014 | Jeux d'Amérique centrale et des Caraïbes         | Xalapa         | 5e       | 5 000 m         | 16 min 38 s 47 |
| 2014 | Jeux d'Amérique centrale et des Caraïbes         | Xalapa         | 1er      | 3 000 m steeple | 10 min 05 s 25 |
| 2015 | Championnats d'Amérique du Sud                   | Lima           | 4e       | 3 000 m steeple | 10 min 01 s 3  |
| 2017 | Championnats d'Amérique du Sud                   | Luque          | 3e       | 5 000 m         | 16 min 30 s 59 |
| 2017 | Championnats d'Amérique du Sud                   | Luque          | 4e       | 10 000 m        | 35 min 10 s 29 |

### Records
| Épreuve              | Performance    | Lieu           | Date          |
| -------------------- | -------------- | -------------- | ------------- |
| 3 000 mètres steeple | 9 min 42 s 71  | Rio de Janeiro | 20 mai 2012   |
| 5 000 mètres         | 16 min 08 s 43 | Walnut         | 19 avril 2013 |
| 10 000 mètres        | 34 min 22 s 45 | Buenos Aires   | 5 juin 2011   |